# Glory Ogbonna
Pour les articles homonymes, voir Ogbonna.
Glory Ogbonna, née le 25 décembre 1998, est une footballeuse internationale nigériane évoluant au poste de défenseur. Elle joue au Beşiktaş JK en Turquie.

## Biographie

### En club
De 2019 à 2021, elle joue au sein du Edo Queens Football Club. En 2021, elle rejoint le club de Umeå IK puis celui de ALG Spor en 2022. En février 2023, elle signe au club de Beşiktaş JK.

### En sélection nationale
Elle figure parmi les 23 joueuses retenues par Randy Waldrum (en) pour la Coupe du monde 2023.